# حروب استقلال أمريكا اللاتينية

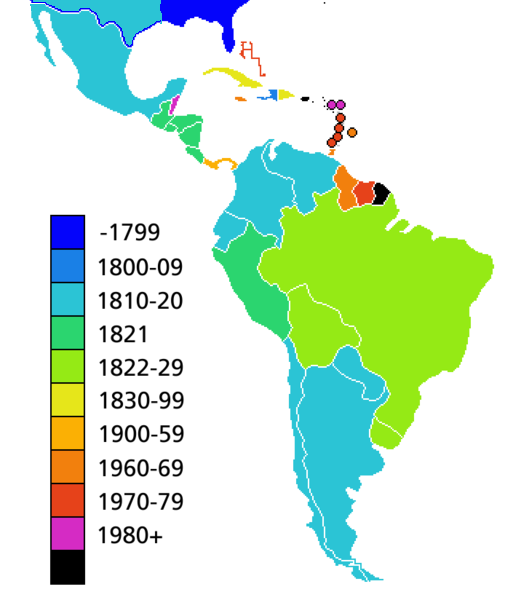
الدول في أمريكا الشمالية والجنوبية حسب تاريخ الاستقلال

حروب استقلال أمريكا اللاتينية هي عدة ثورات أو موجة ثورية، حدثت في أواخر القرن 18 وأوائل القرن 19 ونتج عنها تأسيس عدة دول مستقلة في أمريكا اللاتينية. هذه الثورات تبعت الثورتين الأمريكية و‌الفرنسية واللتا تركتا آثارًا عميقة في المستعمرات البريطانية و‌الإسبانية و‌البرتغالية و‌الفرنسية في الأمريكتين. هايتي - مستعمرة عبيد فرنسية - كانت أول من تلا الولايات المتحدة؛ استمرت الثورة الهايتية من 1791 وحتى 1804، عندما انتصروا وحققوا استقلالهم. حرب الاستقلال الإسبانية ضد فرنسا، والتي نتجت عن الاحتلال النابليوني لإسبانيا، جعلت الكريولو الإسبان في أمريكا الإسبانية للتشكيك بولائهم لإسبانيا، والتي غذَّت حركات استقلالية وتُوِّجت بحروب الاستقلال، والتي استمرت لحوالي عقدين. في نفس الوقت، انتقلت الملكية البرتغالية إلى البرازيل أثناء الاحتلال الفرنسي للبرتغال. بعد إعادة الديوان الملكي إلى لشبونة، الأمير الوصي بيدرو، بقي في البرازيل وفي 1822 أعلن نفسه بنجاح إمبراطورًا للبرازيل المستقلة حديثًا. الاستقلال الكوبي كان ضد إسبانيا في حربين (حرب السنوات العشر و‌الحرب الصغرى). كوبا وبورتوريكو بقيتا تحت الحكم الإسباني حتى اندلاع الحرب الأمريكية الإسبانية في 1898.

## الأحوال قبل الثورة

### تقويض السلطة الحضرية
أثناء القرن 18 استعادت إسبانيا قدرًا كبيرًا من القوة التي فقدتها في القرن 17 ولكن مواردها كانت تحت الضغط بسبب الحرب المتواصلة في أوروبا من 1793. هذا أدى إلى زيادة المشاركة المحلية في تمويل الدفاع وزيادة المشاركة في الميليشيات الشعبية. تطور كهذا كان خلافًا لأفكار الملكية المطلقة المركزية. قدم الإسبان أيضًا تنازلات رسمية لتقوية الدفاع: في تشيلوي وعدت السلطات الإسبانية بالتحرر من الإيكوميندا للسكان الأصليين الذي يعيشون بالقرب من قلعة أنكود الجديدة (تأسست في 1768) وشاركت في دفاعها. زيادة التنظيم المحلي للدفاعات سيقوض في النهاية السلطة الحضرية وسيدعم حركات الاستقلال.

### الحروب النابليونية
حارب فرنسا الثورية ضد بقية أوروبا. كانت الحروب النابليونية مجموعة من الحروب التي اندلعت بين فرنسا (بقيادة نابليون بونابرت) ضد تحالفات تتضمن بريطانيا و‌بروسيا و‌إسبانيا و‌البرتغال و‌روسيا و‌النمسا في أوقات مختلفة، من 1799 إلى 1815.
في حالة إسبانيا ومستعمراتها، في مايو 1808، أسر نابليون كارلوس الرابع والملك فيرناندو السابع ونصَّب أخاه، جوزيف بونابرت على العرش الإسباني لأنه لم يرغب بأي حد من خارج سلالته أن يحكم إسبانيا. هذه الحادثة هزت الاستقرار السياسي لإسبانيا وكسرت الرابط مع بعض المستعمرات الموالية لآل بوربون. النخب المحلية - الكريول - أخذوا زمام الأمور بأيديهم لتنظيم أنفسهم إلى مجالس عسكرية لأخذ «غياب الملك، فيرناندو السابع، سيادتهم آلت مؤقتًا إلى المجتمع.» أقسمت المجالس بالولاء للأسير فيرناندو السابع وكل مجلس قد حكم مناطق عديدة ومختلفة من المستعمرة. معظم رعايا فيرناندو كانوا موالين له في 1808، ولكن بعد عودته إلى التاج الإسباني في 1814، سياسته لاستعادة السلطة المطلقة نفَّرت المجالس ورعاياه. ألغى دستور إسبانيا لعام 1812 واضطهد أي أحد قد دعمه. العنف الذي استخدمته القوات الملكية وإمكانية حكم فيرناندو حولت أغلبية سكان المستعمرات لصالح الانفصال عن إسبانيا. النخب المحلية تفاعلت مع الديكتاتورية بنفس الطريقة التي تعاملت بها نخب المستعمرات البريطانية - المحافظون واليمين على حد سواء - مع تدخل لندن قبل 1775.

### الحضور العسكري الإسباني في المستعمرات

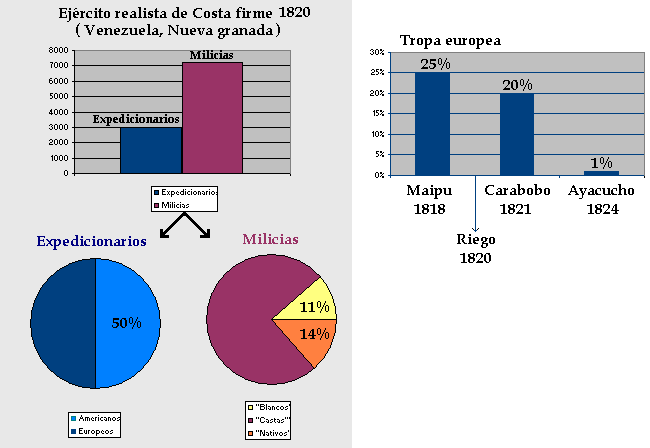
رسومات تظهر تكوين الجيش الملكي أثناء الثورة.

الجيش الاستعماري للإمبراطورية الإسبانية في الأمريكتين كان مكونًا من سكان أمريكان محليين وأوروبيين داعمين للملك فيرناندو. جيش الملكيين كان مكونًا من مقطع عرضي من المجتمع الموالي للتاج مع أمريكان يشكلون أغلبية القوات الملكية على كل الجبهات. كان هناك نوعان من الوحدات العسكرية: من الجيش الإسباني النظامي التي أُرسِلت أو تكونت بأوروبيين محليين وتسمى «الاستطلاعيين» (بالإسبانية: Expidicionarios) ووحدات تسمى «المخضرمين» أو مليشيات أُنشِئت في الأمريكتين. تضمنت الميليشيات بعض الوحدات المخضرمة وكانت تسمى الميليشيات المنضبطة. فقط 11% من المجندين في المليشيات كانوا أوروبيين أو أمريكان بيض. بعد ثورة رافائيل ديل ريغو في 1820 لم يُرسل أي جندي إسباني إضافي إلى الحرب في الأمريكتين. في 1820 كان يوجد 10,000 جندي فقط في الجيش الملكي في كولومبيا وفنزويلا، وشكَّل الإسبان 10% فقط من كل جيوش الملكيين، ونصف الجنود فقط من الوحدات الاستطلاعية كانوا أوروبيين. بعد معركة أياكوتشو في 1824، لم يتعدى الجنود الأوربيون نسبة 1%.

### عوامل أخرى
عوامل أخرى تتضمن الفكر التنويري. حفَّز التنوير الرغبة في إصلاح اجتماعي واقتصادي للانتشار عبر أمريكا اللاتينية وشبه الجزيرة الأيبيرية. الأفكار المتعلقة بالتجارة الحرة و‌الاقتصاد الفيزيوقراطي قد نهضت بسبب التنوير.

## الكاريبي

### هايتي
حركات الاستقلال في أمريكا الجنوبية يمكن إرجاعها إلى ثورات العبيد في مزارع أقصى شمال القارة والكاريبي. في 1791، ثورة عبيد ضخمة أشعلت انتفاضة عامة ضد نظام المزارع والسلطة الفرنسية الاستعمارية. هذه الأحداث تبعتها انتفاضة عنيفة بقيادة خوسيه ليوناردو شيرينو وخوسيه كاريداد غونازلز والتي انتشرت في 1795 في فنزويلا، ومن المزعوم أنها مستوحاة من الثورة في هايتي.
وُلد توسان لوفرتور عبدًا في سان دومانغ حيث طوَّر مهارات عمل والتي ستمنحه امتيازات أعلى من العبيد الآخرين. كان فكريًا وجسديًا قد دفع مما تسبب في ترقيته - لأرض ملكه - وامتلاكه عبيد. في 1791، كون العبيد في هايتي ثورة للمطالبة بالاستقلال من أسيادهم الفرنسيين. انضم لوفرتور إلى التمرد بصفته ضابطًا ذي رتبة عالية بنية إلغاء العبودية دون الاستقلال الكامل. مع ذلك - ومن خلال سلسلة من الرسائل التي كتبها توسان - أصبح واضحًا أن عقله تفتح ليطالب بحقوق إنسان متساوية لجميع الذي يعيشون بهايتي. على غرار إبرام الولايات المتحدة لدستورها، الأفكار التنويرية للمساواة وتمثيل الشعب صنعت تأثيرًا للتغيير للوضع الراهن الذي أشعل الثورة. تروي الرسالة تفصيلاً الهموم الكبيرة التي شعر بها بسبب التحول المحافظ في المجلس التشريعي الفرنسي بعد الثورة في 1797. كان الخوف الأكبر أن هذه القيم المحافظة قد تمنح أفكارًا للحكومة الفرنسية بإعادة العبودية. وقد أثبت التنوير أنه غيَّر للأبد طريقة تفكير المجتمع الأسير بعد رفض لوفرتور السماح للفرنسيين بإعادته هو وشعبه للعبودية. “...عندما حل حكم القانون أخيرًا محل الفوضى السياسية والتي عانت منها المستعمرة البائسة لفترة طويلة، ما الفاجعة التي قد أدت بالعدو الأكبر لازدهارها وسعادتنا ولا تزال تجرؤ أن تهددنا بالعودة إلى العبودية؟” وفي النهاية، انتهت العبودية من المستعمرات الفرنسية في 1794 وأعلنت هايتي استقلالها عن فرنسا في 1804.

### أمريكا الوسطى
عندما حققت المكسيك استقلالها في 1821 بمعاهدة قرطبة، أصبحت أيضًا القيادة العامة لغواتيمالا التي حكمت أمريكا الوسطى مستقلة سياسيًا، دون ضرورة الكفاح العنيف. أعلنت غواتيمالا استقلالها في 15 سبتمبر 1821، ربما لمنع جيش الثلاثة ضمانات المكسيكي من «تحرير» غواتيمالا والسيطرة على الاستقلال المحلي الناشئ حديثًا. مع ذلك، اختارت غواتيمالا للانضمام إلى الإمبراطورية المكسيكية الأولى، بقيادة القائد العسكري (الموالي سابقًا للملكيين والذي تحول لاحقًا إلى متمرد) أغوستين دي إتوربيدي، والذي نُصِّب إمبراطورًا للمكسيك في 1822. عندما تخلى إتوربيدي عن العرش وخطت المكسيك خطواتها نحو الجمهورية، أعلنت أمريكا الوسطى استقلالها.

### كوبا
كانت حرب استقلال كوبا آخر حروب التحرير الثلاث التي حاربتها كوبا ضد إسبانيا، الحربان الأخريتان هما حرب السنوات العشر (1868–1878) و‌الحرب الصغيرة (1879–1880). الثلاثة أشهر الأخيرة من الصراع قد تصاعدت الأحداث لتصبح الحرب الأمريكية الإسبانية.فرقة من سفن البحرية الأمريكية حاصرت عدة موانئ كوبية. قرر الأمريكيون غزو كوبا والبدء من المقاطعة الشرقية، حيث كانت تحت سيطرة الكوبيين.

## أمريكا البرتغالية
بعد عدة ثورات فاشلة، مستعمرة البرازيل البرتغالية أعلنت استقلالها، وكونت إمبراطورية محلية منفصلة أسسها الأمير الوصي الدون بيدرو الأول. استمرت الحرب بين البرازيليين والبرتغاليين من فبراير 1822، مع اندلاع أول المناوشات بين الميليشيات، حتى نوفمبر 1823، عندما استسلمت آخر حامية برتغالية. استمرت الإمبراطورية البرازيلية حتى انقلاب في 1889 أطاح بالملكية مما جعل نظامها الحالية جمهوريًا.

## أمريكا الإسبانية
أزمة الشرعية السياسية في إسبانيا بعد غزو نابليون أشعل الأمور في إمبراطورية إسبانيا عبر البحار. كانت النتيجة في أمريكا الإسبانية أن معظم المنطقة حققت استقلالاً سياسيًا وشجعت قيام أمم ذات سيادة. المناطق الملكية الفرعية التي كانت لا تزال حديثة النشأة هي أول من حقق الاستقلال، في المراكز القديمة للسلطة الإسبانية في المكسيك وبيرو والتي بها مؤسسات قوية وراسخة ونُخَب كانت آخر من يحقق الاستقلال في تلك الحقبة. الاستثناءان من الاستقلال كانتا جزيرتي كوبا وبورتوريكو واللتان - بالإضافة إلى الفلبين - ظلتا مستعمرتين إسبانيتين حتى الحرب الأمريكية الإسبانية في 1898.

### الأرجنتين

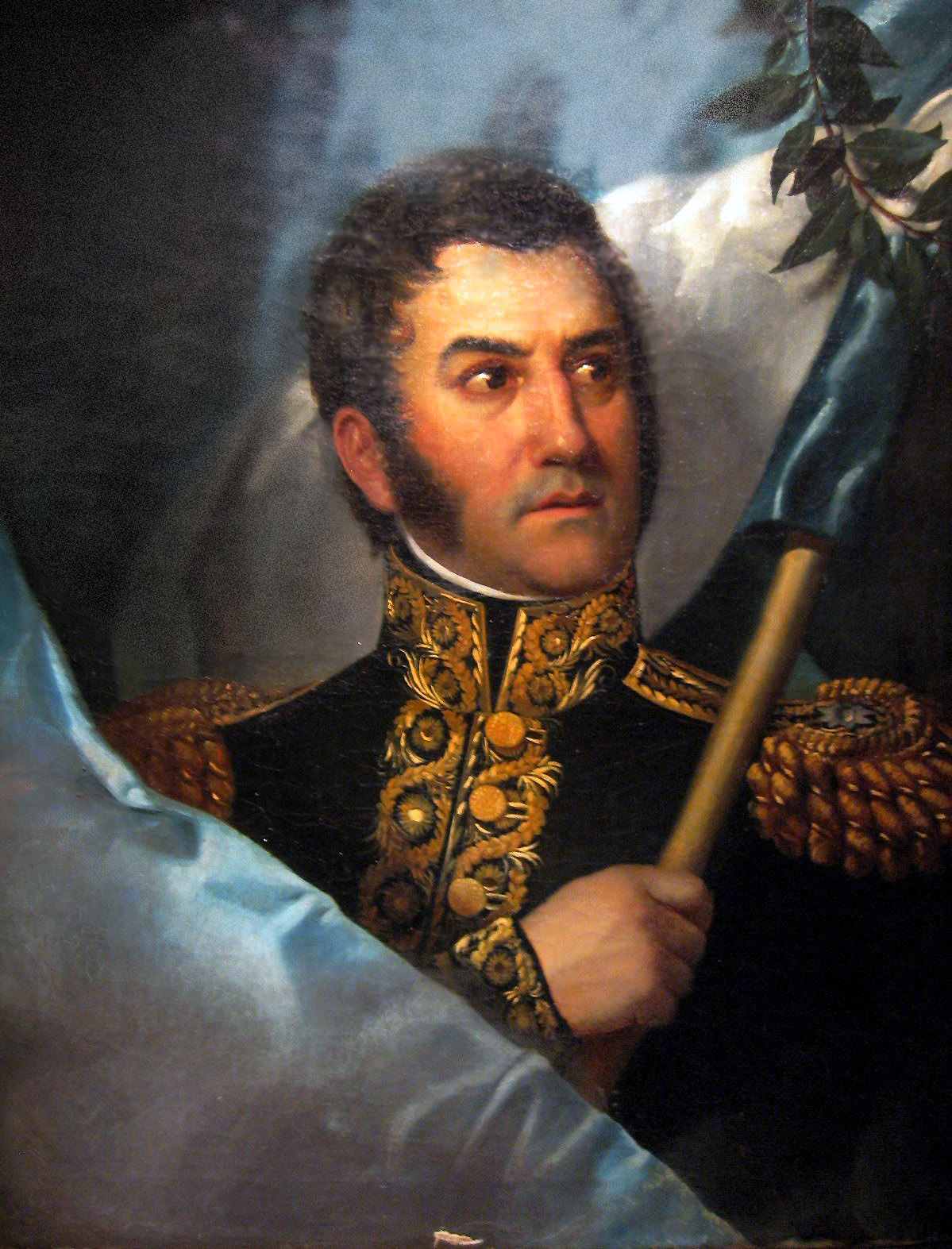
خوسيه دي سان مارتين

بعد هزيمة إسبانيا في حرب إيبيريا وتنازل فيرناندو السابع، حكومة المستعمرة الإسبانية لملكية ريو دي لا بلاتا البديلة - في الوقت الحاضر الأرجنتين و‌بوليفيا و‌تشيلي و‌باراغواي و‌الأوروغواي - قد أصبحت ضعيفة للغاية. بدون ملك شرعي يجلس على العرش الإسباني ليجعل منصب الملكية البديلة شرعيًا، حق النائب بالتاسار هيدالغو دي سيسنيروس بالحكم أصبح يغلي بالنيران. النخب المحلية، المرهقة من قيود التجارة الإسبانية وضرائبها، انتهزت الفرصة وأثناء ثورة مايو عام 1810، قاموا بخلع سيسنيروس وكوَّنوا الحكومة المحلية الأولى، المجلس الأول.
بعد نصف عقد من المعارك والمناوشات مع قوات المقاطعات الملكية بداخل الملكية البديلة السابقة مع الحملات العسكرية عبر جبال الأنديز إلى تشيلي و‌بيرو و‌بوليفيا بقيادة الفريق خوسيه دي سان مارتين حتى نهاية الحكم الإسباني في أمريكا، وقَّع مجلس في سان ميغيل دي توكومان الإعلان الرسمي في 9 يوليو 1816، يعلن عن استقلال كامل ببنود لدستور وطني. وُقِّع دستور الأرجنتين في 1853، معلنًا تأسيس جمهورية الأرجنتين.

### بوليفيا
بعد الاضطرابات التي تسببت بها ثورة مايو، ومع وجود الحركات الاستقلالية في تشيلي و‌فنزويلا، بدأ النضال المحلي للاستقلال بثورتين فاشلتين. وقد مضى 16 عامًا من الكفاح سبق الخطوات الأولى نحو تأسيس الجمهورية.

انسحاب الاستعمار الأوروبي وتغير الحدود السياسية في أمريكا الجنوبية، من 1700–الآن.

### تشيلي
حملة استقلال تشيلي قادها المحرر الفريق خوسيه دي سان مارتين بدعم من التشيليين المنفيين مثل برناردو أوهيغينز. كانت حركة الاستقلال المحلية تتكون من الكريولو المولودين في تشيلي، والذين سعوا لاستقلال سياسي واقتصادي عن إسبانيا. الحركة المطالبة بالاستقلال كانت بعيدة كل البعد عن الحصول على دعم جماعي من التشيليين، الذين أصبحوا منقسمين بين الاستقلاليين والملكيين. وما بدأ بحركة سياسية نخبوية ضد سيدهم الاستعماري، انتهى أخيرًا بحرب أهلية كاملة الأركان. تقليديًا، العملية منقسمة إلى ثلاث مراحل: باتريا فييخا و‌الاسترداد و‌باتريا نويفا.

### الإكوادور
اشتعلت الانتفاضة الأول ضد الحكم الإسباني في 1809، وشعب الكريولو في الإكوادور كوَّنوا مجلسًا في 22 سبتمبر 1810 ليحكموا باسم حاكم آل بوربون؛ ولكن كأي مكان آخر، فقد سمح بتأكيد سلطتهم. فقط في 1822 تمكنت الإكوادور من تحقيق الاستقلال بشكل كامل وأصبحت جزءًا من كولومبيا الكبرى، والتي انسحبت منها في 1830. في معركة بيتشينتشا، بالقرب من كيتو في الوقت الحاضر، الإكوادور في 24 مايو 1822، هزمت قوات الفريق أنطونيو خوسيه دي سوكريقوة إسبانية كانت تدافع عن كيتو. ضمنت هزيمة الإسبان تحرير الإكوادور.

### المكسيك
كان الاستقلال في المكسيك نضالاً طويلاً استمر من 1808 حتى سقوط الحكومة الملكية في 1821 وتأسيس المكسيك المستقلة. في ملكية إسبانيا الجديدة، كأي مكان آخر في أمريكا الإسبانية في 1808، تفاعل مع الغزو الفرنسي غير المتوقع لشبه الجزيرة الإيبيرية وطرد ملك آل بوربون، ليحكم جوزيف بونابرت بدلاً منه. رأى الإسبان الأمريكيون المحليون فرصة في الاستيلاء على حكم النائب خوسيه دي إتوريغراي والذي ربما كان متعاطفًا مع طموح الكريولو. الموالون للملكية خلعوا إتوريغراي. قلة من بين نخب الكريولو سعت للاستقلال، من بينهم خوان ألداما و‌إغناثيو أليند وقس الرعية العلماني ميغيل إيدالغو إي كوستيا. صرح إيدالغو في منزله أبرشية دولوريس - والذي لم يُسجَّل كتابةً حينئذٍ - استنكر فيه الحكومة الفاسدة والغاتشوبين (بالإسبانية: gachupines) - تحقير للإسبان المولودين بشبه الجزيرة - وأعلن الاستقلال. الجحافل غير المنظمة التابعة لإيدالغو جلبت الدمار للممتلكات وحياة البيض في منطقة باجيو. وألقي القبض على إيدالغو وعُزِل من منصبه وأُعدم في 1811، مع أليندي. وظل رأسيهما معروضين حتى 1821. واصل تلميذه السابق خوسيه ماريا موريلوس التمرد واِعتُقل وقُتِل في 1815. استمر كفاح المتمردين المكسيكيين بقيادة فيسنتي غيريرو و‌غوادالوبي فيكتوريا. من 1815 وحتى 1820 كان هناك مأزق في إسبانيا الجديدة، حيث أن القوات الملكية كانت غير قادرة على هزيمة المتمردين وكان المتمردون غير قادرين على التوسع خارج منطقتهم الضيقة في المنطقة الجنوبية. مجددًا، طرأت أحداث في إسبانيا، بانقلاب لعسكريين على فيرناندو السابع واستعادة الدستور الإسباني الليبرالي لعام 1812، والذي كلف ملكية دستورية وقلص سلطة الكنيسة الكاثوليكية الرومانية. أنكر الملك الدستور بمجرد أن عادت الملكية الإسبانية في 1814. بالنسبة للمحافظين في إسبانيا الجديدة، هذه الظروف السياسية المتغيرة هددت مؤسسات الكنيسة والدولة. انتهز القائد الملكي العسكري أغوستين دي إتوربيدي فرصة القيادة، وتحالف مع عدوه السابق غيريرو. أعلن إتوربيدي عن خطة إغوالا، والتي نادت بالاستقلال والمساواة بين الإسبان الإيبيريين والمولدين بأمريكا وملكية بأمير إسباني على رأس السلطة ملكًا. أقنع إتوربيدي المتمرد غيريرو لتكوين تحالف معه وإنشاء جيش الثلاثة ضمانات. انهار الحكم الملكي في إسبانيا الجديدة عندما وقع النائب الجديد خوان أودونوخو على معاهدة قرطبة التي تعترف بسيادة المكسيك. وبدون أي ملك أوروبي يقدم نفسه على عرش المكسيك، أعلن إتوربيدي نفسه إمبراطورًا وسمَّى نفسه أغوستين الأول في 1822. وقد خُلِع من منصبه في 1823 وأسست المكسيك للنظام الجمهوري. أعقبت هذه الأحداث عقودًا من عدم الاستقرار السياسي والاقتصادي تسببت في انخفاض الكتلة السكنية.

### الباراغواي
نالت الباراغواي استقلالها في ليلة 14 مايو وصباح يوم 15 مايو 1811، بعد خطة نظمها قوميون مطالبون بالاستقلال منهم فولخنسيو يغروس و‌خوسيه رودريغيز غاسبار دي فرنسا.

### بيرو
حظيت إسبانيا في البداية بدعم أقلية الليما بسبب معارضتهم للمصالح التجارية لبوينس آيرس و‌تشيلي. وبالتالي، أصبحت النيابة الملكية على بيرو آخر معقل للملكية الإسبانية في أمريكا الجنوبية. ورغم ذلك، ظهرت تمرد للكريولو في 1812 في هانوكو وآخر في كوسكو بين عامي 1814 و1816. وقُمِع التمردان. هذه التمردات دعمتها جيوش بوينس آيرس.
استسلمت بيرو أخيرًا بعد حملات خوسيه دي سان مارتين القارية الحاسمة (1820–1823) وسيمون بوليفار (1824). في حين كان سان مارتين مسؤولاً عن الحملة البرية، أسطول تشيلي مُنشأ حديثًا بقيادة اللورد كوكرين نقل القوات المقاتلة وأطلق حملة بحرية ضد الأسطول الإسباني في المحيط الهادئ. سان مارتين، الذي شرد الملكيين في تشيلي بعد معركة مايبو، والذي ترجل في باراكاس في 1820، أعلن استقلال بيرو في ليما في 28 يوليو 1821. بعد أربع سنوات، انهزمت الملكية الإسبانية نهائيًا في معركة أياكوتشو في أواخر 1824.
بعد الاستقلال، تضارب المصالح التي واجهت قطاعات مختلفة من مجتمع الكريولو البيروفي والمطامع الخاصة بالزعماء المستبدين، جعلت تنظيم البلاد صعب للغاية. ثلاثة مواطنين فقط - مانويل باردو ونيكولاس دي بييرولا وفرانسيسكو غارسيا كالديرون - تقلدوا منصب الرئاسة في أول 75 سنة من استقلال بيرو. نشأت جمهورية بوليفيا من بيرو العليا. في 1837 تكون الاتحاد البيروفي البوليفي ولكنه تفكك بعدئذٍ بسنتين بسبب تدخل الجيش التشيلي.

### الأوروغواي
بعد أحداث ثورة مايو في 1811، قاد خوسيه خيرفاسيو أرتيغاس ثورة ناجحة ضد القوات الإسبانية في الإقليم الشرقي - المعروفة حاليًا بالأوروغواي - لينضم بذلك إلى حركة الاستقلاليين التي كانت تحدث في ملكية ريو دي لا بلاتا البديلة حينئذٍ. في 1821، غزت البرتغال الإقليم الشرقي، في محاولة لضمه إلى البرازيل باسم إقليم سيسبلاتشينا (بالبرتغالية: Província Cisplatina).
ملكية ريو دي لا بلاتا البديلة سابقًا، اتحاد محافظات ريو دي لا بلاتا، قاتلت ضد البرازيل في حرب استمرت أكثر من عامين، فتحول الأمر في النهاية إلى طريق مسدود. انسحبت القوى البرازيلية من المحافظات المتحدة داحرةً إياهم ولكنها فشلت في الفوز بأي انتصار حاسم. وإذ أنه لم يجني أي من الطرفين اليد العليا وأثقلت الحرب عبء اقتصاد المحافظات المتحدة، وُقِّعت معاهدة مونتفيدو في 1828، والتي رعتها بريطانيا، معلنةً بذلك الأوروغواي دولة مستقلة.

### فنزويلا

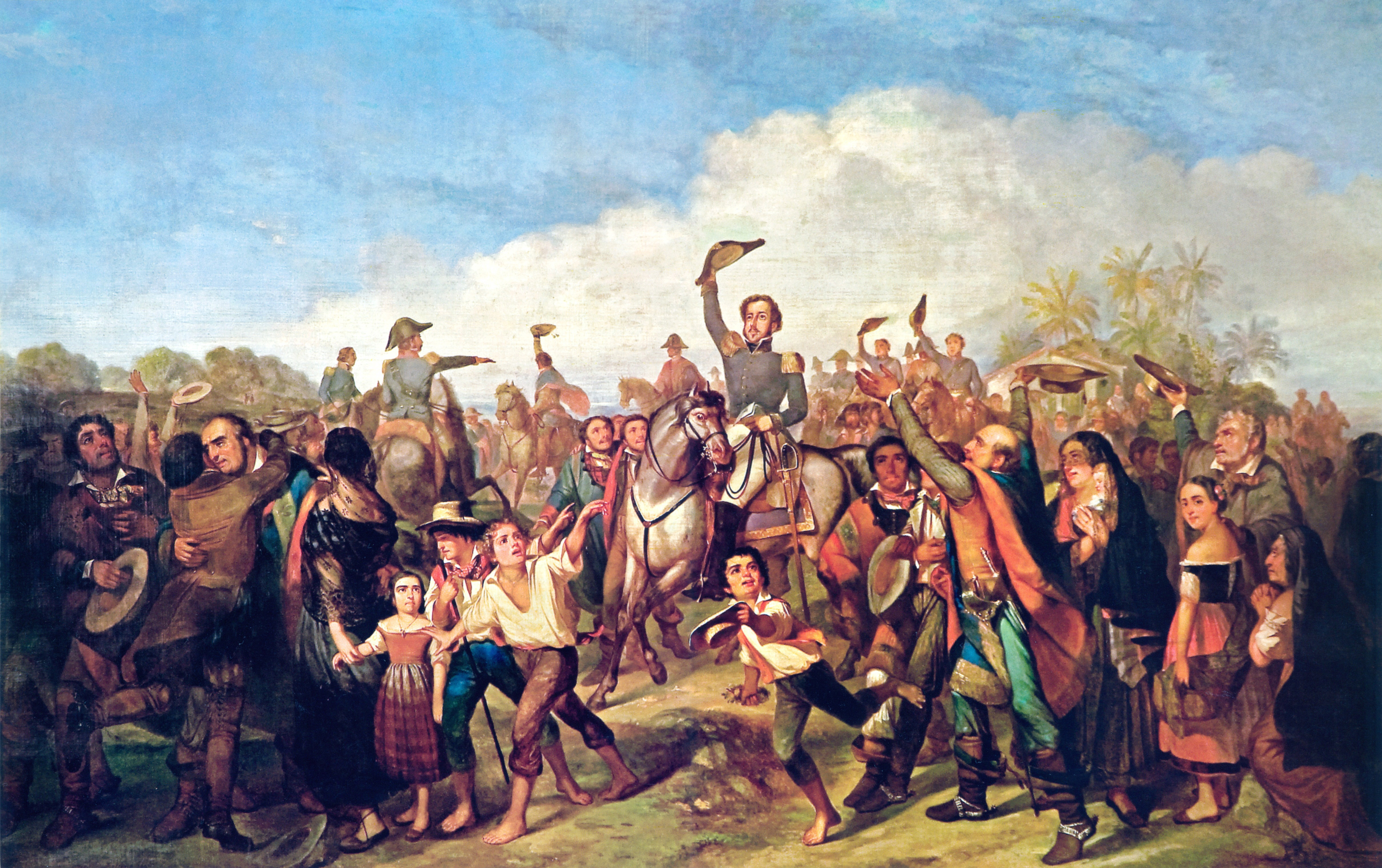
بيدرو الأول في ساو باولو بعد إعطاء خبر استقلال البرازيل في 7 سبتمبر 1822

طبقًا للموسوعة الأمريكية لعام 1865، حصد الفريق فرانسيسكو دي ميراندا - والذي يعد بالفعل بطلاً بالنسبة إلى الفرنسيين والبروسيين والإنجليز والأمريكان - سلسلة من النجاحات ضد الإسبان بين 1808 و1812. وقد منعهم بشكل فعال من الوصول إلى كل الموانئ على الكاريبي، وهكذا منعهم من تلقي التعزيزات والمؤن وكان أساسًا يُجري عمليات تطهير عبر الدولة. في تلك الأثناء قام بإقناع سيمون بوليفار بالانضمام إلى الكفاح وجعله مسؤولاً عن الحصن في بويرتو كابيلو. وكان هذا يحل محل كثير من الميزات في آن واحد فكان مستودع مؤن وأسلحة وميناء إستراتيجي والمنشأة القابضة المركزية للأسرى الإسبان. خلال ما يُوصف بتقصير في أداء الواجب، أهمل سيمون بوليفار لتقوية التصرفات الأمنية العرفية قبل الرحيل إلى مناسبة اجتماعية. أثناء الليل حدث تمرد للإسبان الأسرى وتمكنوا من إخضاع حامية الاستقلاليين وسيطروا على المؤن والأسلحة والذخيرة والميناء. استعادت القوات الموالية تدريجيًا السيطرة على البلاد وفي النهاية أجبرت نجاحات مونتيفيردي المؤتمر المتكون حديثًا للجمهورية الطلب من ميراندا لتوقيع اتفاقية استسلام في لا فيكتوريا في أراغوا، في 12 يوليو 1812، مما أنهى الطور الأول من حرب الثورة.

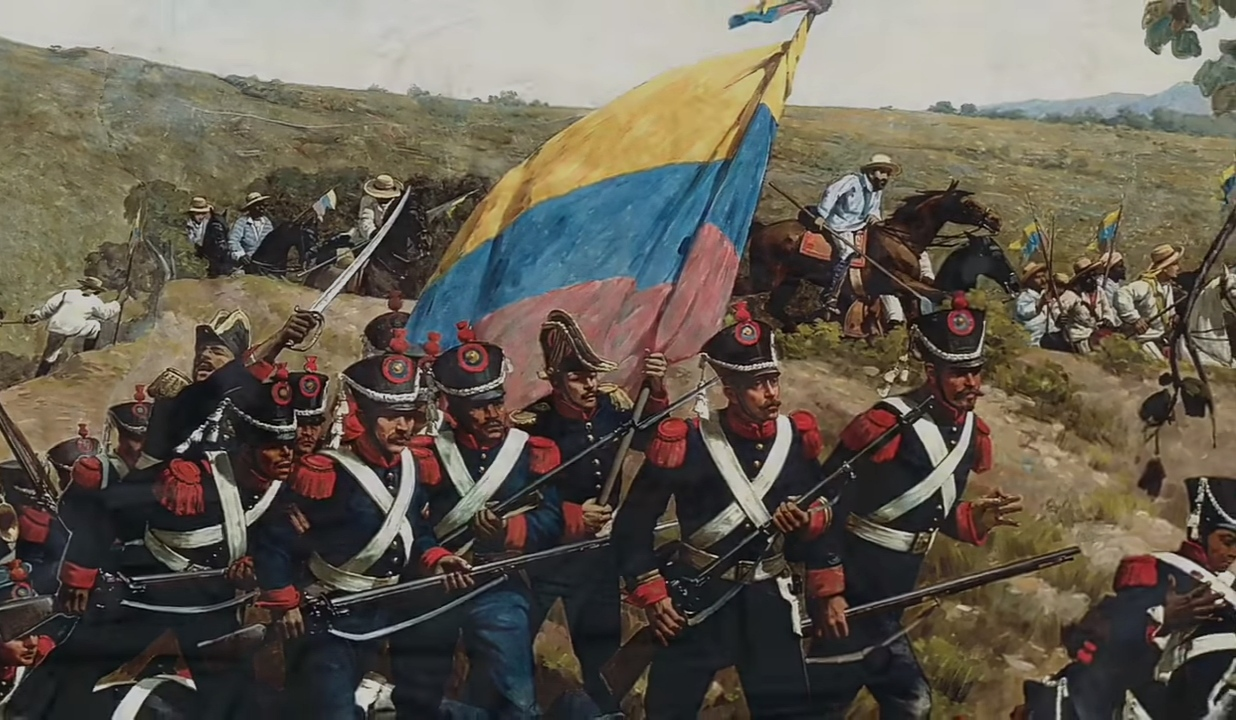
معركة كارابوبو

بعد الاستسلام في 1812، سلَّم سيمون بوليفار إلى السلطات الإسبانية فرانسيسكو دي ميراندا وقام بتأمين ممر آمن لنفسه وضباطه المقربين وهرب إلى غرناطة الجديدة. وعاد لاحقًا بجيش جديد، في حين أن الحرب قد دخلت طورًا عنيفًا للغاية. بعدما تخلى كثير من الأرستقراطيين المحليين عن فكرة الاستقلال، استمر السود و‌المولَّدون في الكفاح. تفاعلت النخب بانعدام الثقة المفتوحة ومعارضة جهود هؤلاء العوام. غزت قوات بوليفار فنزويلا من غرناطة الجديدة في 1813، ليشنوا حملة ضارية يصورها بإتقان شعارهم «حرب حتى الموت». هزمت قوات بوليفار الجيش الإسباني بقيادة دومينغو مونتيفيردي في سلسلة من المعارك، لتستولي على كاراكاس في 6 أغسطس 1813 ومحاصرةً مونتيفيردي في بويرتو كابيلو في سبتمبر 1813.

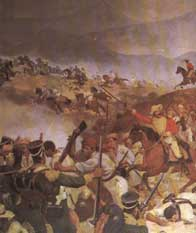
معركة بوياكا ختمت استقلال كولومبيا

مع إظهار المواليين للملكية نفس الشغف والعنف، حقق المتمردون انتصارات قصيرة الأمد. الجيش الذي يقوده الموالي خوسيه توماس بوفيس أظهر الدور العسكري الرئيس الذي لعبه الليانيرو في كفاح المنطقة. لتحويل الدفة ضد الاستقلال، هؤلاء المقاتلون الضاريون كثيرو التنقل قد شكلوا قوة عسكرية هائلة دفعت بوليفار خارج موطنه مرةً أخرى. في 1814، خسرت قوات إسبانية معززة بشكل كبير في فنزويلا سلسلة من المعارك ضد قوات بوليفار ولكنها بعدئذٍ هزمت بوليفار هزيمة حاسمة في لا بويرتا في 15 يونيو واستولت على كاراكاس في 16 يوليو وهزمت جيشه مجددًا في أراغوا في 18 أغسطس، بخسارة 2,000 جندي إسباني من أصل 10,000 جندي وأيضًا قرابة 3,000 في الجيش المتمرد. عاد بوليفار والقادة الآخرين بعدئذٍ إلى غرناطة الجديدة. لاحقًا في ذلك العام وصلت أكبر قوة استطلاعية ترسلها إسبانيا مطلقًا بقيادة بابلو موريلو. حلت هذه القوة بشكل فعال محل وحدات الليانيرو المرتجلة والذي قام موريلو بتسريحها.

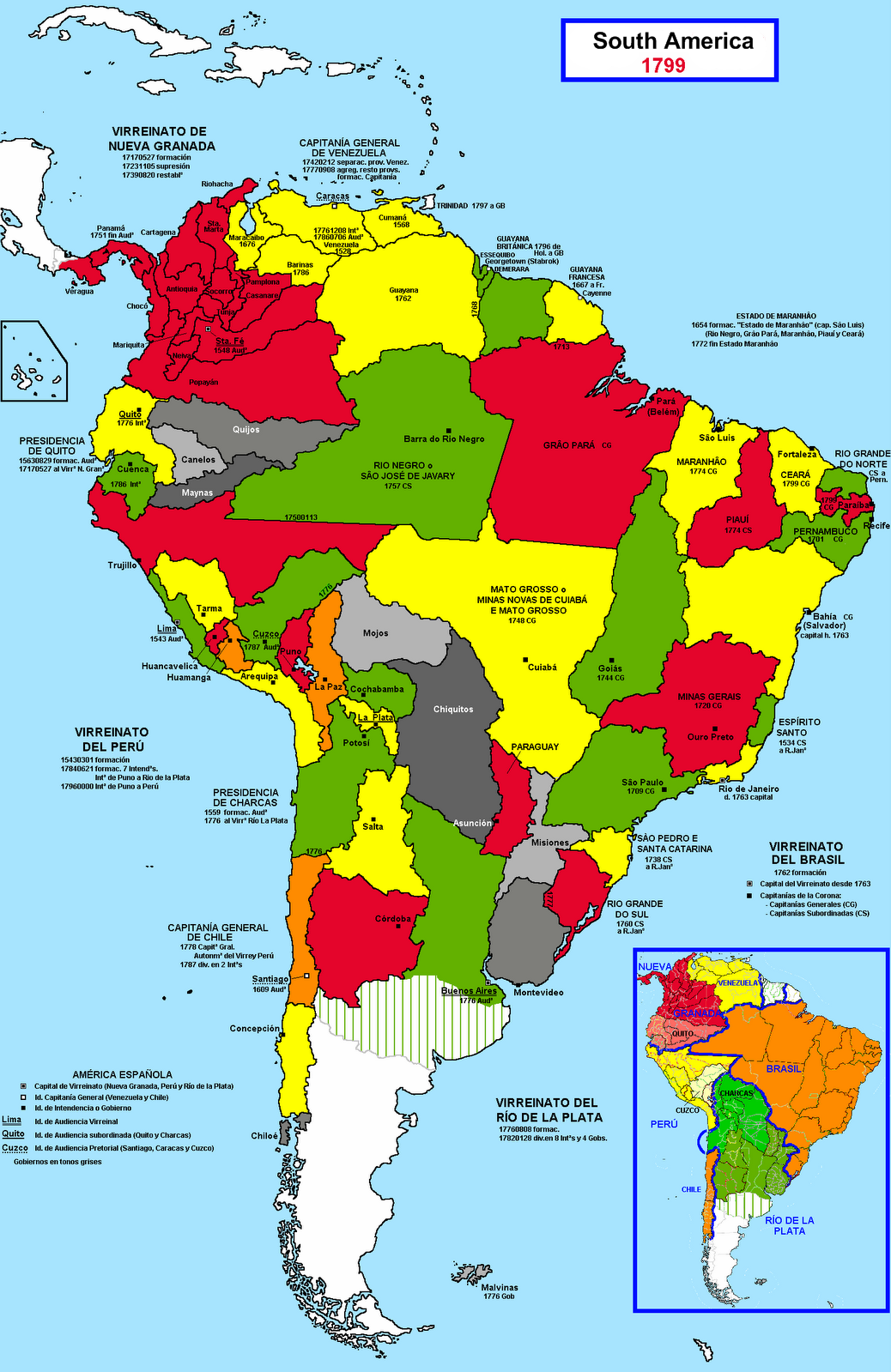
أقاليم الملكيات البديلة في أمريكا الجنوبية.

عاد بوليفار وقادة جمهوريون آخرون إلى فنزويلا في ديسمبر 1816، ليقود تمردًا كبيرًا غير ناجح ضد إسبانيا من 1816 وحتى 1818 من قواعد في لانوس و‌سيوداد بوليفار في منطقة نهر أورينوكو.
في 1819 غزا بوليفار غرناطة الجديدة بنجاح، وعاد إلى فنزويلا في أبريل 1821، قائدًا لجيش كبير قوامه 7,000 جندي. في كارابوبو في 24 يونيو، هزمت قواته الإسبان والقوات الاستعمارية هزيمة نكراء، مما ضمن استقلال فنزويلا، بالرغم من استمرار القتال.

## ردود الفعل الدولية

### الولايات المتحدة وبريطانيا العظمى
بريطانيا العظمى و‌الولايات المتحدة كانتا متنافستين على النفوذ في الأمم المستقلة حديثًا ذات السيادة. ولأن الولايات المتحدة كانت دولة حديثة النشأة، افتقرت للأهلية لتمنع القوى الأوروبية الأخرى من التدخل، لأن الولايات المتحدة طلبت مساعدة بريطانيا ودعمها لتنفيذ مبدأ مونرو.
توسعت تجارة بريطانيا مع أمريكا اللاتينية أثناء العصر الثوري، والتي حتى ذلك الحين كانت مقيدة بسبب سياسات إسبانيا الإتجارية. كان الضغط البريطاني كافيًا لمنع إسبانيا من أي محاولة جادة لإعادة تأكيد سيطرتها على مستعمراتها البائدة.

## تطورات لاحقة في أمريكا اللاتينية
الانقسمات الداخلية تسببت أيضًا بحروب مميتة. على سبيل المثال، كولومبيا الكبرى كانت هشة للغاية وانهارت هذه الأمة الأمريكية الجنوبية خلال عشر سنوات. ولأن العديد من السياسيين الأقوياء من هذه الحقبة (الزعماء المستبدين)، الذين وصلوا إلى السلطة كانوا عسكريين، تميزت الكثير من الحكومات الجديدة بخط استبدادي قوي.
تقلصت الإمبراطورية الإسبانية في أمريكا إلى ثلاثة جزر في الكاريبي: كوبا و‌بورتوريكو. كانت سانتو دومينغو تحت الحكم الإسباني لبعض السنين قبل تحقيق الاستقلال التام. بعد ثلاثة حروب استقلال في كوبا، الحرب الأمريكية الإسبانية في 1898 أنهت الحكم الاستعماري الإسباني.
حققت البرازيل استقلالها بسلام في 1822، وأصبحت مملكة وراثية تسمى إمبراطورية البرازيل. وقد استعادت سلامتها الإقليمية بعد الاستقلال، على عكس تفتت أمريكا الإسبانية إلى جمهوريات منفصلة. كانت البرازيل حالة خاصة في أمريكا اللاتينية إذ أنها كانت مملكة كبيرة وناجحة ومستقلة حتى 1889، عندما أطيح بالملكية بعد إلغاء العبودية، وتأسست الجمهورية القديمة (بالبرتغالية: República Velha).

### محاولات وحدة نصف الكرة الغربي
فكرة تعاون أمريكا الإسبانية القريبة ووحدتها طرحها أول مرة المحرر سيمون بوليفار الذي، في كونغرس بنما 1826، اقترح تكوين رابطةً للجمهوريات الأمريكية بجيش مشترك واتفاق دفاع مشترك ومجلس برلماني فوق وطني. حضر هذا الاجتماع ممثلو كولومبيا الكبرى (وتشمل حاليًا دول كولومبيا و‌الإكوادور و‌بنما و‌فنزويلا) و‌بيرو و‌محافظات أمريكا الوسطى المتحدة (غواتيمالا و‌السلفادور و‌هندوراس و‌نيكاراغوا و‌كوستاريكا) و‌المكسيك. ومع ذلك، المسافات الكبيرة والحواجز الجغرافية، ناهيك عن المصالح الوطنية والإقليمية المختلفة، جعلت من الاتحاد ضربًا من المحال.
بعد 63 سنة، تأسس المكتب التجاري للجمهوريات الأمريكية. وتغير اسمه إلى المكتب التجاري العالمي في المؤتمر العالمي الثاني لعامي 1901–1902. هاتان الهيئتان - القائمتان اعتبارًا من 14 أبريل 1890 - تمثلان نقطة البداية لما يعرف حاليًا باسم منظمة الدول الأمريكية.

## طالع أيضًا
- الغزو الإسباني الثاني للمكسيك
- الملكيون الإسبان الأمريكان
- حرب التحرير
- تاريخ أمريكا الجنوبية

### استشهادات
1. ↑  أوسا سانتا كروز, خوان لويس (2010). "La criollización de un ejército periférico, Chile, 1768-1810". هيستوريا (بالإسبانية). 42 (2): 413–448. Archived from the original on 2017-05-31. Retrieved 2016-01-27.
2. ↑  سارة تشامبرز; جون تشارلز تشيستين (2010). Latin American Independence: An Anthology of Sources (بالإنجليزية). هاكيت للنشر. ISBN:978-0872208636. Archived from the original on 2019-12-18.
3. ↑  "Timeline: Haiti" (بالإنجليزية). بي بي سي نيوز. 29 Apr 2009. Archived from the original on 2019-04-09. Retrieved 2009-04-30.
4. ↑  فرجينيا غارارد (2018). "Letter to the French Directory, 1797". Sources for Latin America in the Modern World (بالإنجليزية). دار نشر جامعة أكسفورد. ISBN:978-0199340248. Archived from the original on 2019-12-18.
5. ↑  رالف لي وودوارد (1985). Central America: A Nation Divided (بالإنجليزية) (الثانية ed.). نيويورك: دار نشر جامعة أكسفورد. pp. 85–90. Archived from the original on 2019-12-18.
6. ↑  ديفيد بوشنل (1996). "Wars of Independence: South America". The Encyclopedia of Latin American History and Culture (بالإنجليزية). نيويورك: أبناء تشارلز سكريبنر. Vol. 5. p. 447. ISBN:978-0684804804. Archived from the original on 2019-04-07.
7. ↑  أوريليا فويرتيس ميدينا. "History of Ecuador". A Guide to Andean Countries (بالإنجليزية). Archived from the original on 1998-12-01. Retrieved 2019-04-08.
8. ↑  نيلتون فريشنيو (1995). "International Relations in South America Nineteenth Century A Case Study: The Independence and Sovereignty of Uruguay". Maintien de la paix de 1815 à aujourd'hui (PDF) (بالفرنسية). pp. 612–619. ISBN:0-662-62062-3. Archived from the original (PDF) on 2014-11-03.
9. ↑  فريد ريبي (1964). Rivalry of the U.S. and Great Britain over Latin America (1808-1830) (بالإنجليزية). نيويورك: دار نشر أوكتاغون. ASIN:B00085JC9C. Archived from the original on 2019-04-17.

### عامة
- كينيث أندرين; جونسون ليمان (1994). The Political Economy of Spanish America in the Age of Revolution, 1750–1850 (بالإنجليزية). ألباكركي: مطبعة جامعة نيومكسيكو. ISBN:978-0-8263-1489-5.
- ليزلي بيثيل (1987). "From Independence to 1870". The Cambridge History of Latin America (بالإنجليزية). مطبعة جامعة كامبريدج. Vol. 3. ISBN:0-521-34128-0.
- برادفورد بيرنز (1980). The Poverty of Progress: Latin America in the Nineteenth Century (بالإنجليزية). بيركيلي: دار نشر جامعة كاليفورنيا. ISBN:978-0-520-04160-8. Archived from the original on 2023-02-21.
- ماثيو براون (2006). Adventuring through Spanish Colonies: Simón Bolívar, Foreign Mercenaries and the Birth of New Nations (بالإنجليزية). دار نشر جامعة ليفربول. ISBN:1-84631-044-X. Archived from the original on 2023-02-21.
- ديفيد بوشنل; نيل ماكولاي (1994). The Emergence of Latin America in the Nineteenth Century (بالإنجليزية) (الثانية ed.). مطبعة جامعة أكسفورد. ISBN:0-19-508402-0. Archived from the original on 2023-03-18.
- جون تشارلز تشاستين. Americanos: Latin America's Struggle for Independence (بالإنجليزية). مطبعة جامعة أكسفورد. ISBN:978-0-19-517881-4. Archived from the original on 2023-03-18.
- مايكل كوستيلو (1986). Response to Revolution: Imperial Spain and the Spanish American Revolutions, 1810–1840 (بالإنجليزية). مطبعة جامعة كامبريدج. ISBN:978-0-521-32083-2.
- ريتشارد غرام (1994). Independence in Latin America: A Comparative Approach (بالإنجليزية) (الثانية ed.). ماكغرو هيل. ISBN:0-07-024008-6. Archived from the original on 2025-04-17.
- روبرت هارفي (2000). Liberators: Latin America`s Struggle For Independence, 1810–1830 (بالإنجليزية). لندن: جون موراي. ISBN:0-7195-5566-3.
- ألفريد هاسبروك (1969). Foreign Legionaries in the Liberation of Spanish South America (بالإنجليزية). نيويورك: كتب أوكتاغون. ISBN:978-1258183127.
- جيمس هيغينز, ed. (2014). The Emancipation of Peru: British Eyewitness Accounts (بالإنجليزية). Archived from the original on 2021-03-02.
- ر. أ. همفريز; جون لينش, eds. (1965). The Origins of the Latin American Revolutions, 1808–1826 (بالإنجليزية). نيويورك: ألفريد نوف. ASIN:B00005WJ48.
- وليام كوفمان (1951). British Policy and the Independence of Latin America, 1804–1828 (بالإنجليزية). نيو هيفن: دار نشر جامعة ييل. ASIN:B0007E4TDI.
- جاي كينسبرونر (1994). Independence in Spanish America (بالإنجليزية). ISBN:978-0521626736.
- جون لينش (1986). The Spanish American Revolutions, 1808-1826 (بالإنجليزية) (الثانية ed.). ISBN:978-0393955378.
- وليام سبنس روبرتسن (1967). France and Latin American Independence (بالإنجليزية). نيويورك: كتب أوكتاغون. ASIN:B00085688K.
- ماكس سافيل (1974). "Empires to Nations: Expansion in America, 1713–1824". Europe and the World in the Age of Expansion (بالإنجليزية). مينيابوليس: دار نشر جامعة مينيسوتا. Vol. 5. ISBN:978-0-8166-0709-9.
- فيكتور أوريبا (1997). "The Enigma of Latin American Independence: Analyses of the Last Ten Years". Latin American Research Review (بالإنجليزية). pp. 236–255. Archived from the original on 2018-08-22.
- آرثر ويتيكر (1941). The United States and the Independence of Latin America, 1800–1830 (بالإنجليزية). بالتيمور: دار نشر جامعة جونز هوبكينز. ISBN:978-0393002713.
- ليوبولدو زي (1963). The Latin-American Mind (بالإنجليزية). نورمان: دار نشر جامعة أوكلاهوما. ISBN:978-0806105635.